# Ludwig Karl Georg von Ompteda
Ludwig Karl Konrad Georg von Ompteda (* 18. November 1767 in Wulmstorf; † 26. August 1854 in Celle) war ein hannoverscher Diplomat.

## Leben
Seine Eltern waren Johann Heinrich von Ompteda (* 1730, † 1776) und Sophie Dorothea geb. v. Bonar de Russie.
Er besuchte die Ritterakademie in Lüneburg, bis er im Jahr 1787 in Göttingen Jura studierte. Im Jahr 1790 wurde er Auditor bei der Justizkanzlei in Hannover, im Jahr 1791 Legationssekretär in Dresden und im Jahr 1795 Geschäftssekretär in Berlin.
Im Jahr 1800 ernannte man ihn zum Kriegsrat und Generalpostdirektor in Hannover. Im Jahr 1803 war er hannoverscher Gesandter am preußischen Hof in Berlin, im Jahr 1806 Gesandter am sächsischen Hof in Dresden, im Jahr 1813 erneut Gesandter in Berlin und im Jahr 1817 erneut Gesandter in Dresden.
Er heiratete am 19. Dezember 1800 Christiane Gräfin von Schlippenbach (* 15. Mai 1767, Witwe des Grafen Wilhelm Christian zu Solms-Sonnenwalde-Rhaesa (* 1756, † 1799)).
Im Jahr 1823 war er Staats- und Kabinettsminister in Hannover. Vom 13. Februar 1831 bis 20. Juni 1837 war er Minister und Leiter der Deutschen Kanzlei in London ("bei des Königs Wilhelm IV Person am Hofe von St. James in London"). Bei der Thronbesteigung des hannoverschen Königs Ernst August nahm er seine Entlassung und lebte bis zu seinem Tode, im Jahr 1854, in Celle.